# Cerknica (sjö)
Cerknica är den största sjön i Slovenien och ligger nära staden Cerknica. Sjöns storlek varierar men är som mest 38 km². Vattennivån varierar mellan 546 och 551 meter över havet.